# Jak se moří revizoři
Jak se moří revizoři je český komediální film režisérky Evy Toulové. Hlavních role ztvárnili Petr Batěk, Dana Morávková, Ladislav Ondřej, Michaela Tomešová, Josef Mádle a Jakub Štěpán a vedlejší například Anna Kulovaná, Aneta Vignerová nebo Andrea Kalousová, dramaturgii filmu zpracovala Radka Poláková Beránková a asistence režie se ujal David J. V. Schöbl.
Film se natáčel přibližně od začátku roku 2017 až do konce února 2018, tedy kousek přes jeden rok.
Do českých kin byl uveden 18. října 2018 společností APK Cinema Service.

## Obsazení
| Petr Batěk        | Otec – Jan Malý    |
| Dana Morávková    | Matka – Klára Malá |
| Ladislav Ondřej   | Syn – Marko Malý   |
| Michaela Tomešová | Karin              |
| Josef Mádle       | Denny              |
| Jakub Štěpán      | Patrik             |

## Recenze
- Mirka Spáčilová, iDNES.cz
- Mojmír Sedláček (Rimsy), MovieZone.cz